# Калькар, Ян Стефан ван
Ян Стефан ван Калькар (нидерл. Jan Stephan van Calcar; 1500, Калькар, Дюссельдорф — 1546[…], Неаполь) — германо-нидерландский и итальянский живописец и гравёр, художник-портретист и иллюстратор.

## Биография
Родился в Калькаре. В 1536 году в Италии поступил в ученики к Тициану, в связи с чем упоминается Вазари. Прославился умением писать полотна «под Рафаэля», «под Джорджоне» и даже под своего учителя, Тициана, практически неотличимые от оригиналов. Кроме того, писал портреты, и лишь изредка — религиозные сцены, из которых «Рождество Христово» было позднее приобретено Рубенсом.
Ян ван Калькар прославился также как гравёр, создавший иллюстрации к основополагающему для развития анатомии труду Андреса Везалия, включая портрет его автора.
Последнюю часть жизни провёл в Неаполе.
Скончался там же.

## Наследие и восприятие
Несмотря на то, что Ян ван Калькар упомянут и в труде Вазари, и в труде его голландского коллеги, «первого искусствоведа к северу от Альп», Карела ван Мандера, его биография остаётся изученной слабо, и многое в ней (включая основополагающий факт — авторство иллюстраций к труду Везалия) ревизионистами подвергается сомнению.
Ко всему прочему, Яна Стефана ван Калькара часто путают с Яном Йостом ван Калькаром, уроженцем того же города, который был несколькими десятилетиями старше.

## Галерея

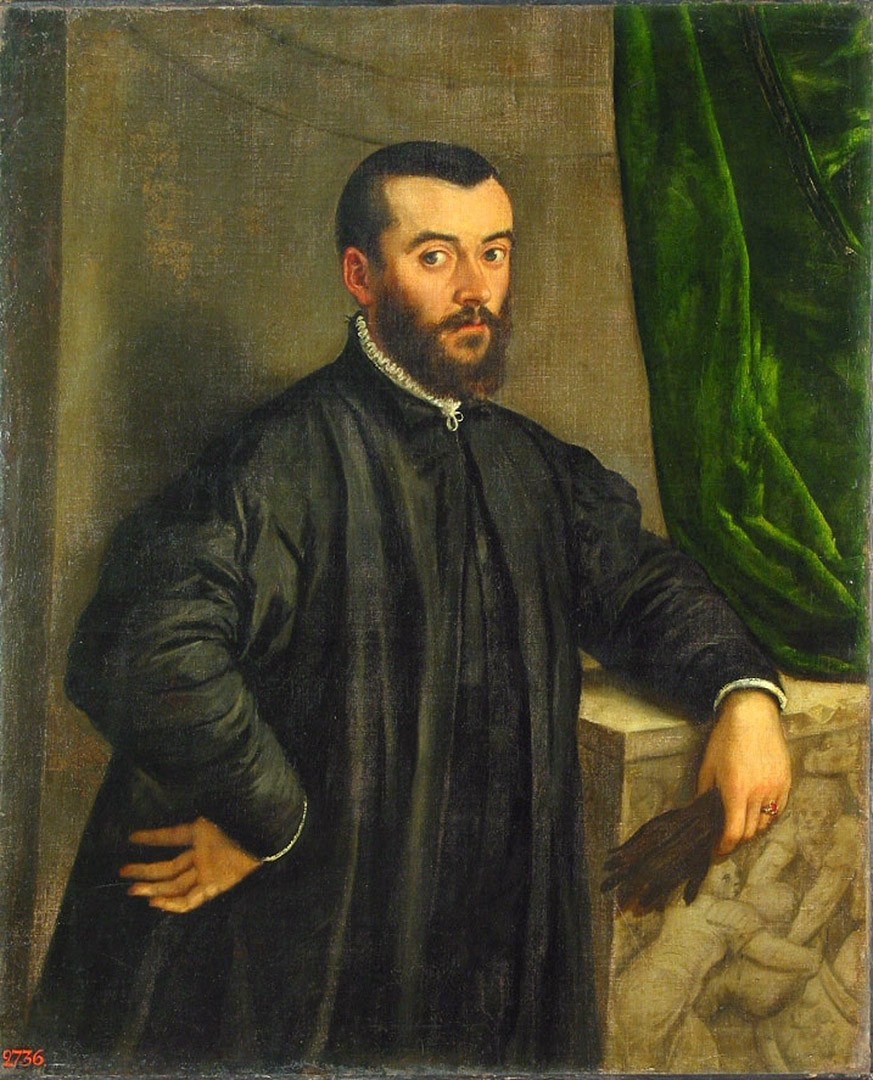
Портрет Андреаса Везалия. Государственный Эрмитаж.
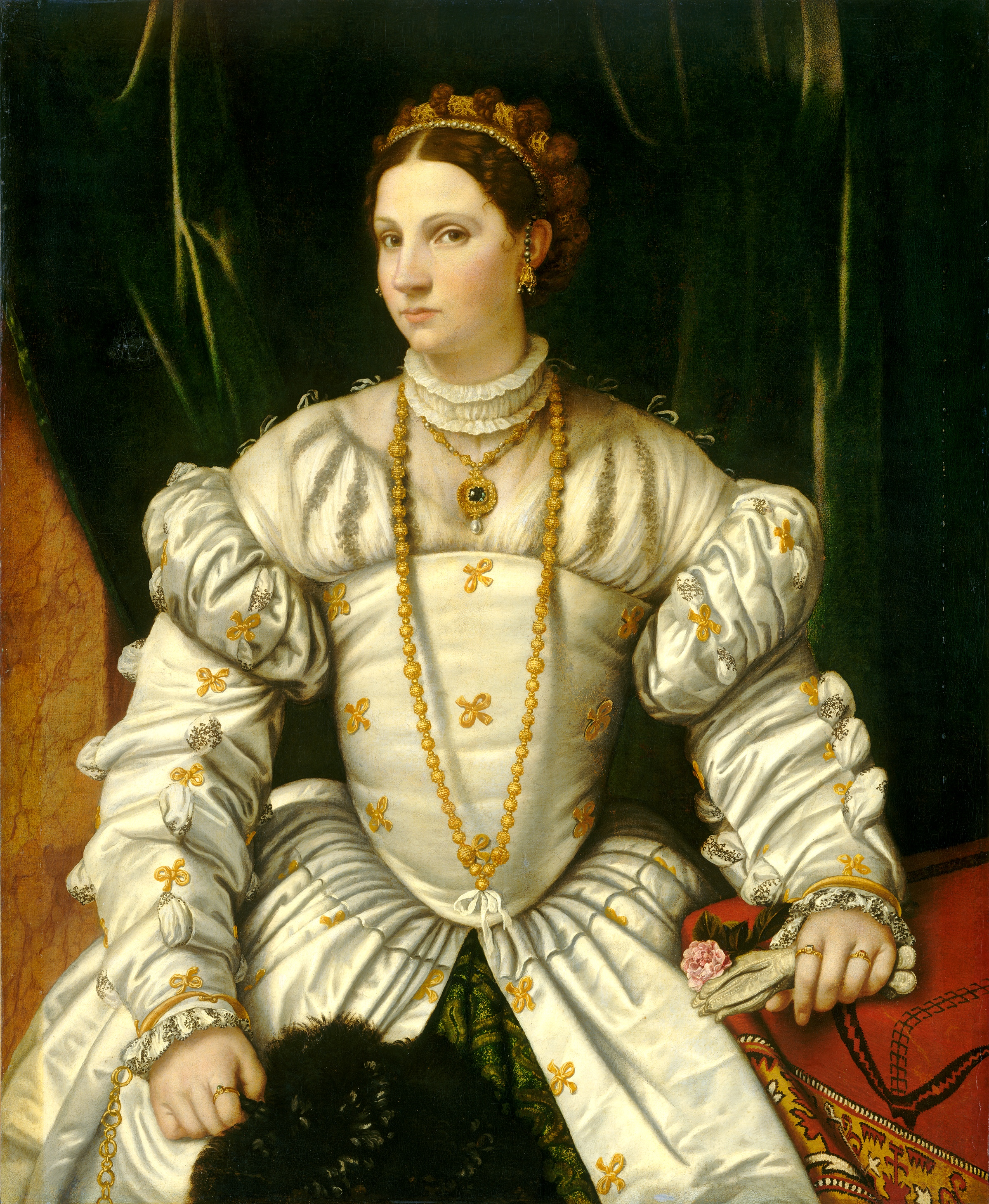
Портрет, предположительно, Барбары Радзивилл, королевы Польши. Авторство ван Калькара не бесспорно. Национальная галерея искусства, Вашингтон.
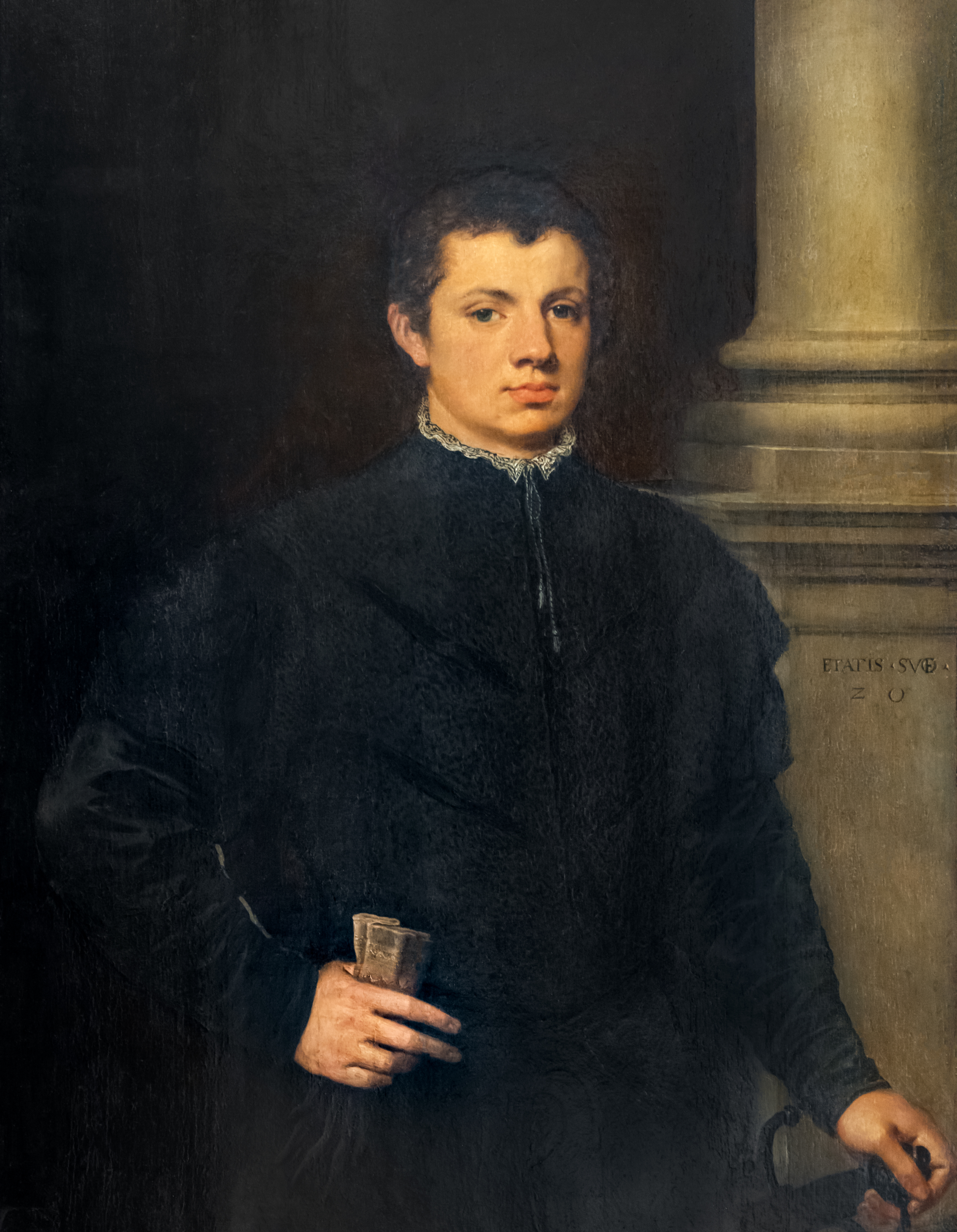
Портрет неизвестного юноши. Музей Энгра.